# Козарника (община Димово)
Вижте пояснителната страница за други значения на Козарника.
Козарника, наричана още Козарска пещера и Живанина дупка, е пещера в Западна Стара планина, България на територията на община Димово, област Видин. Общата дължина на пещерата е 210 метра.
В близост се намира електрифицираната пещера Венеца.

## Местоположение
Разположена е в скалите на 2,2 километра западно-югозападно от село Гара Орешец край пътя към Белоградчик. От отбивка на пътя се тръгва по стръмна пътека нагоре и до пещерата се върви около 250 метра.

## Археология
От 1996 г. в пещерата се извършват археологически разкопки, организирани от Археологическия институт на Българската академия на науките в София и Института за геология и праистория на квартернера в Бордо и ръководени от Николай Сираков и Жан-Люк Гуадели. Те разкриват къснопалеолитна култура от 37-34 хилядолетие пр.н.е., която значително се различава от нейните съвременни находки в Темната дупка и Бачо Киро, като показва сходства с култури, разпространени в Западна Европа няколко хилядолетия по-късно.
Пещерата е обитавана през Средния палеолит, но най-голямо значение имат най-долните пластове. Те са датирани на възраст от преди 1,4 милиона години. В тях е открит зъб на представител на рода Homo, може би Homo erectus. Ако датировката е правилна, това би било най-старото сведение за присъствие на хора в Европа.
Силни спорове предизвиква и друга находка от раннопалеолитните пластове в пещерата. Това са няколко кости, датирани от преди 1,2 – 1,4 милиона години, по които има нанесени поредици от резки. Според археолозите, извършващи разкопките, те са направени умишлено, а не са случаен резултат от обработката на месото на животното. Тази хипотеза е спорна, тъй като според преобладаващото схващане способността за символно мислене се появява едва при Homo sapiens преди 50 хиляди години.
В късно-плейстоценските отложения (вюрм 80 000 – 19 000 г.) от палеоорнитолога проф. Златозар Боев по костни останки са установени 43 вида птици, от които праяребицата (Perdix paleoperdix) е фосилна, докато 4 други са изчезнали от съвременната орнитофауна на страната – тетрев (Tetrao tetrix), снежна яребица (Lagopus lagopus), снежен бухал (Bubo scandiacus) и червеноклюна хайдушка гарга (Pyrrhocorax pyrrhocorax).
Плейстоценските птици от Козарската пещера дават отлични примери за т.нар. „смесени фауни“, съдържащи видове, които днес никъде в Европа и света не обитават съвместно, например снежни бухали и кеклици, снежни яребици и червенокръсти лястовици, тетреви и жълтоклюни хайдушки гарги, скални лястовици и снежни яребици и др. Този състав доказва съществуването на открити тревисти пространства в съчетание с иглолистни и широколистни гори, т.е. мозаична лесостеп.